# Ламджуріші
Ламджуріші (груз. ლამჯურიში) — село в Грузії.
За даними перепису населення 2014 року в селі проживає 48 осіб.